# Erkner
Erkner é um município da Alemanha, situado no distrito de Oder-Spree, no estado de Brandemburgo. Tem 16,60 km² de área, e sua população em 2019 foi estimada em 11.856 habitantes.